# Critics' Choice Movie Awards 2019
Critics' Choice Movie Awards 2019 var den 24:e upplagan av Critics' Choice Movie Awards som belönade filminsatser från 2018 och sändes från Barker Hangar i Santa Monica, Kalifornien den 13 januari 2019 av The CW. Taye Diggs var årets värd.

## Vinnare och nominerade
Nomineringarna tillkännagavs den 10 december 2018. Vinnarna listas i fetstil.
| Bästa film - Roma - Black Panther - BlacKkKlansman - The Favourite - First Man - Green Book - If Beale Street Could Talk - Mary Poppins kommer tillbaka - A Star Is Born - Vice | Bästa regissör - Alfonso Cuarón – Roma - Damien Chazelle – First Man - Bradley Cooper – A Star Is Born - Peter Farrelly – Green Book - Yorgos Lanthimos – The Favourite - Spike Lee – BlacKkKlansman - Adam McKay – Vice |

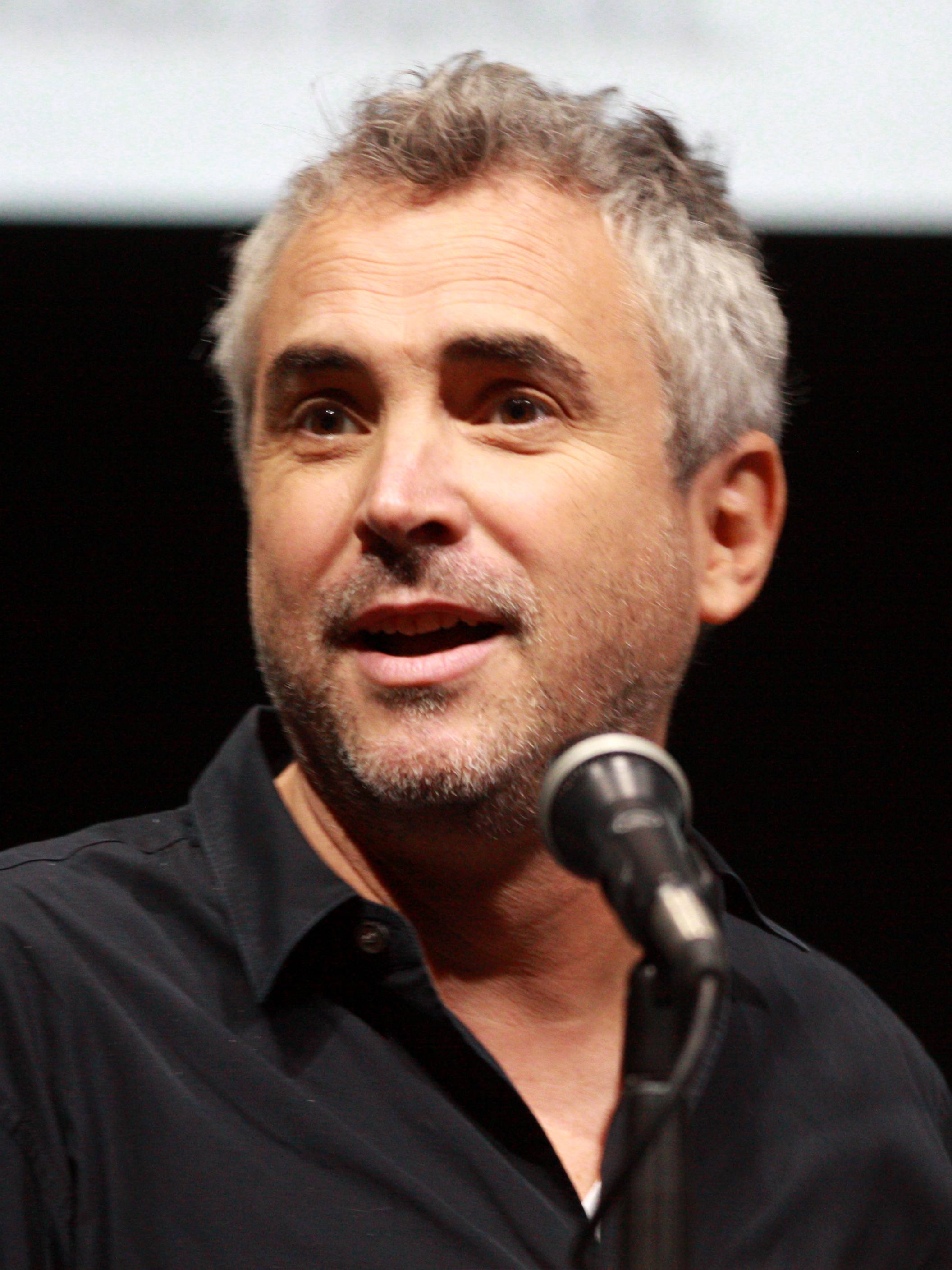
Alfonso Cuarón
Bästa regissör och Bästa foto

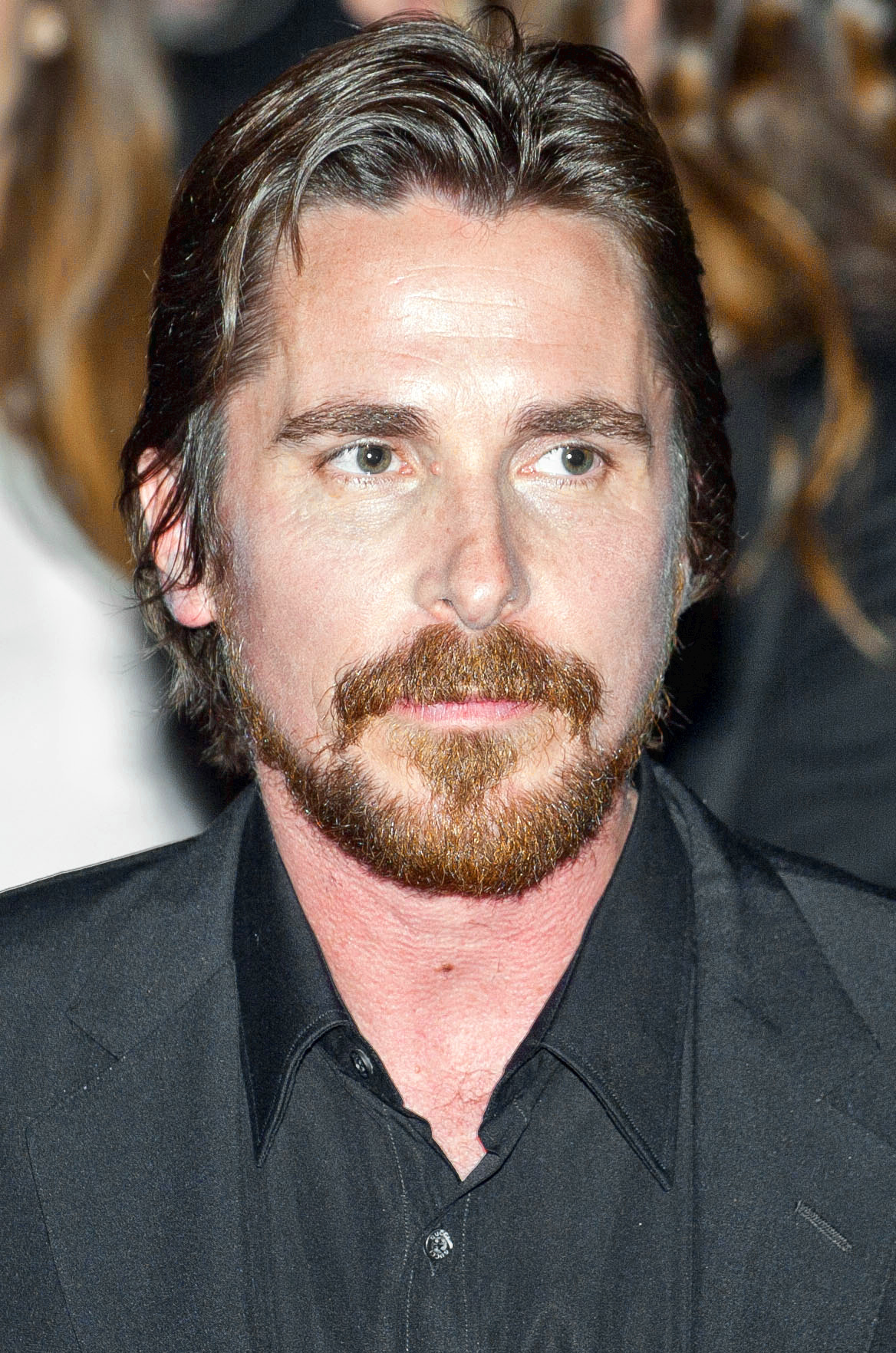
Christian Bale
Bästa manliga skådespelare och Bästa manliga skådespelare i en komedi

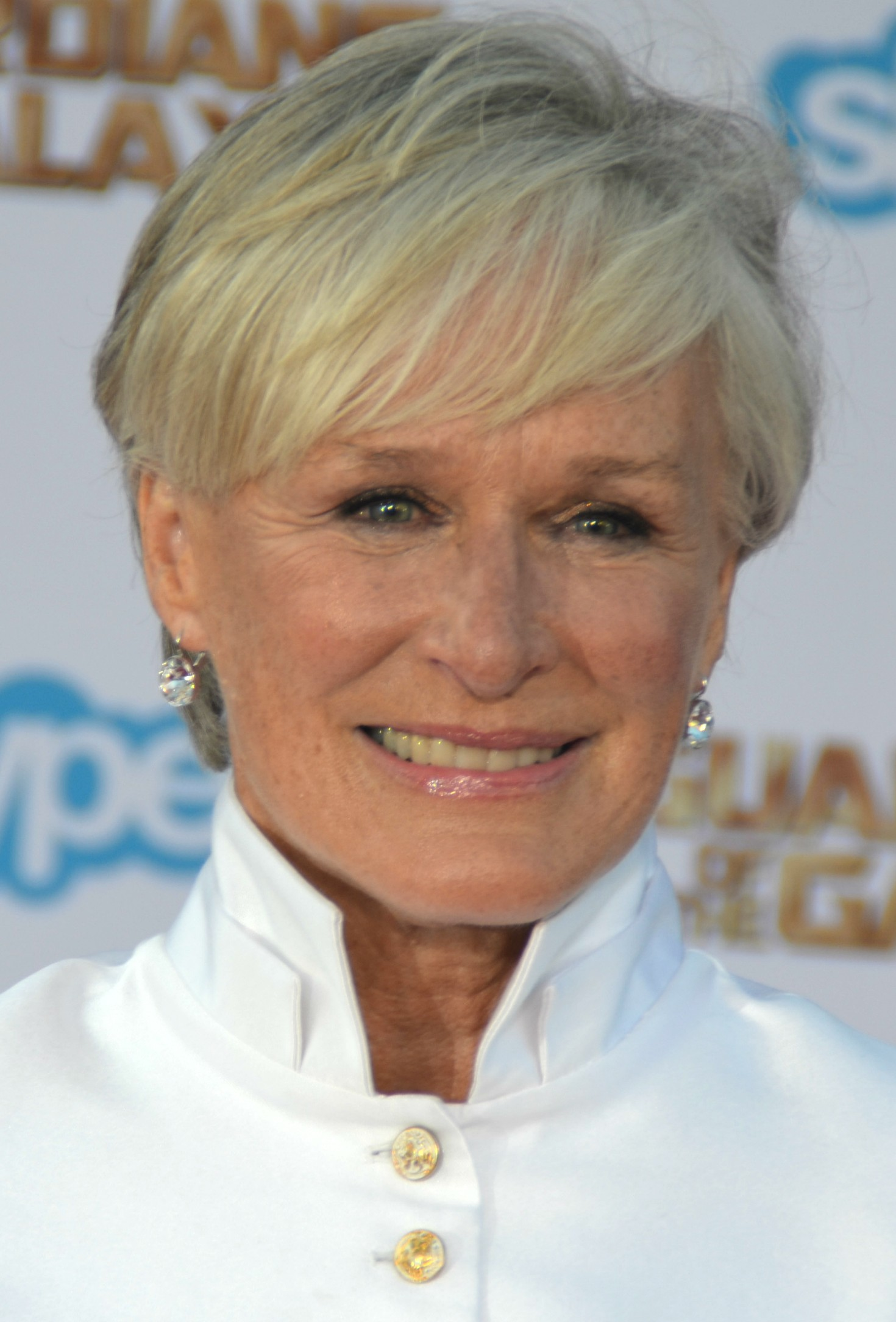
Glenn Close
Bästa kvinnliga skådespelare

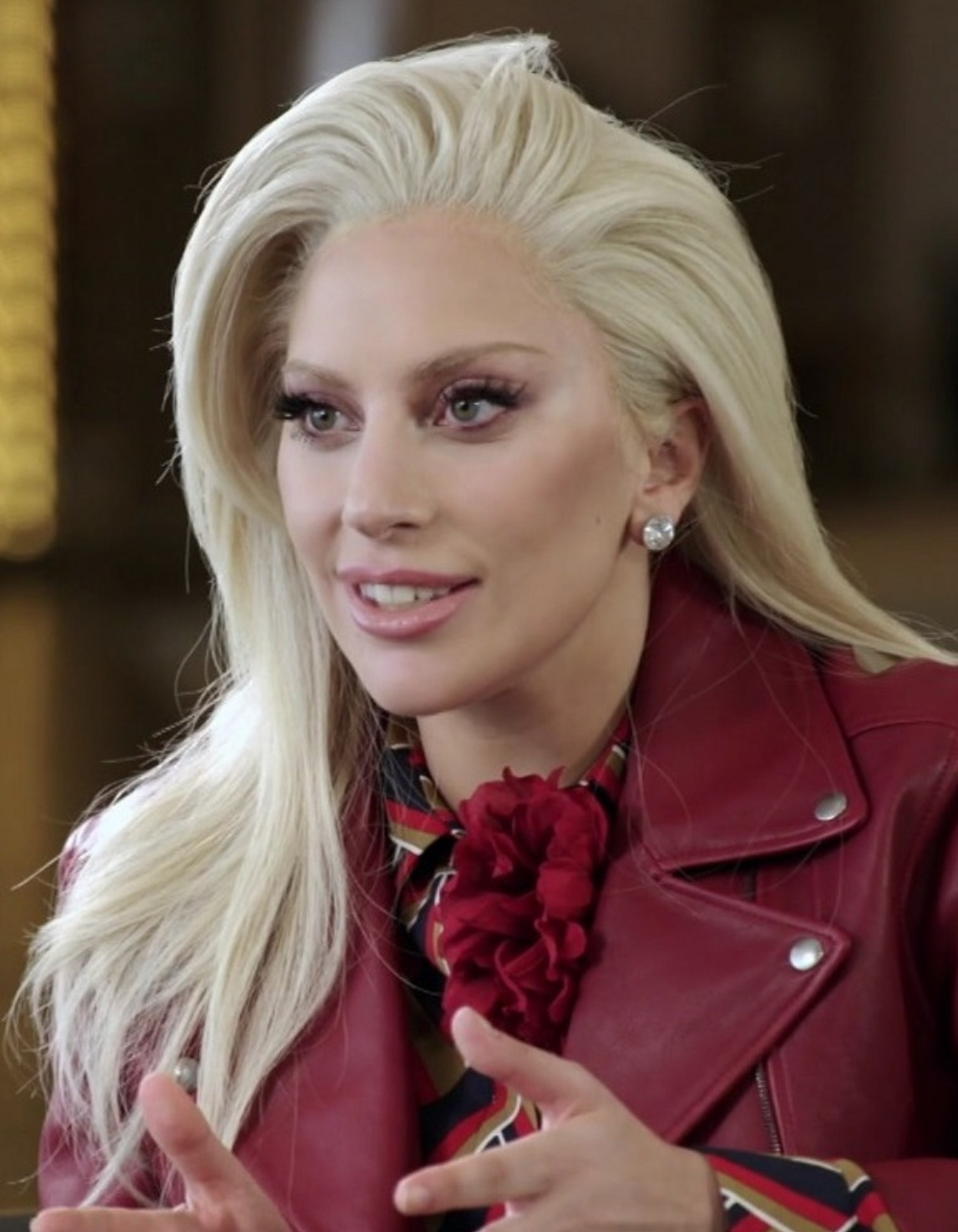
Lady Gaga
Bästa kvinnliga skådespelare

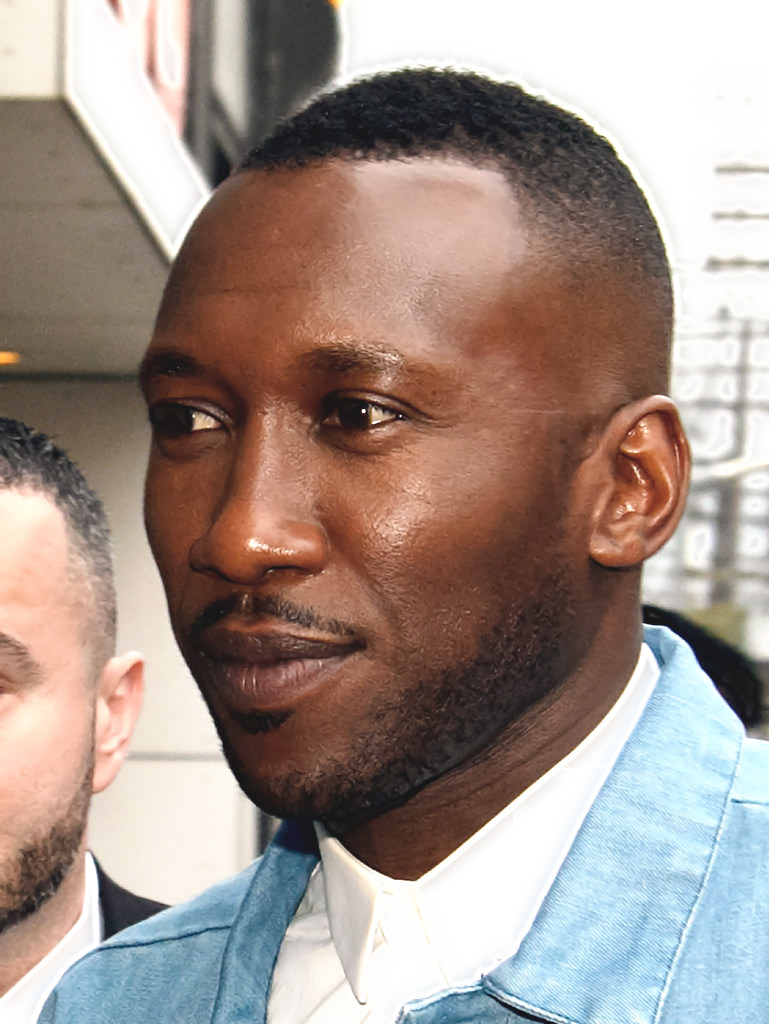
Mahershala Ali
Bästa manliga biroll

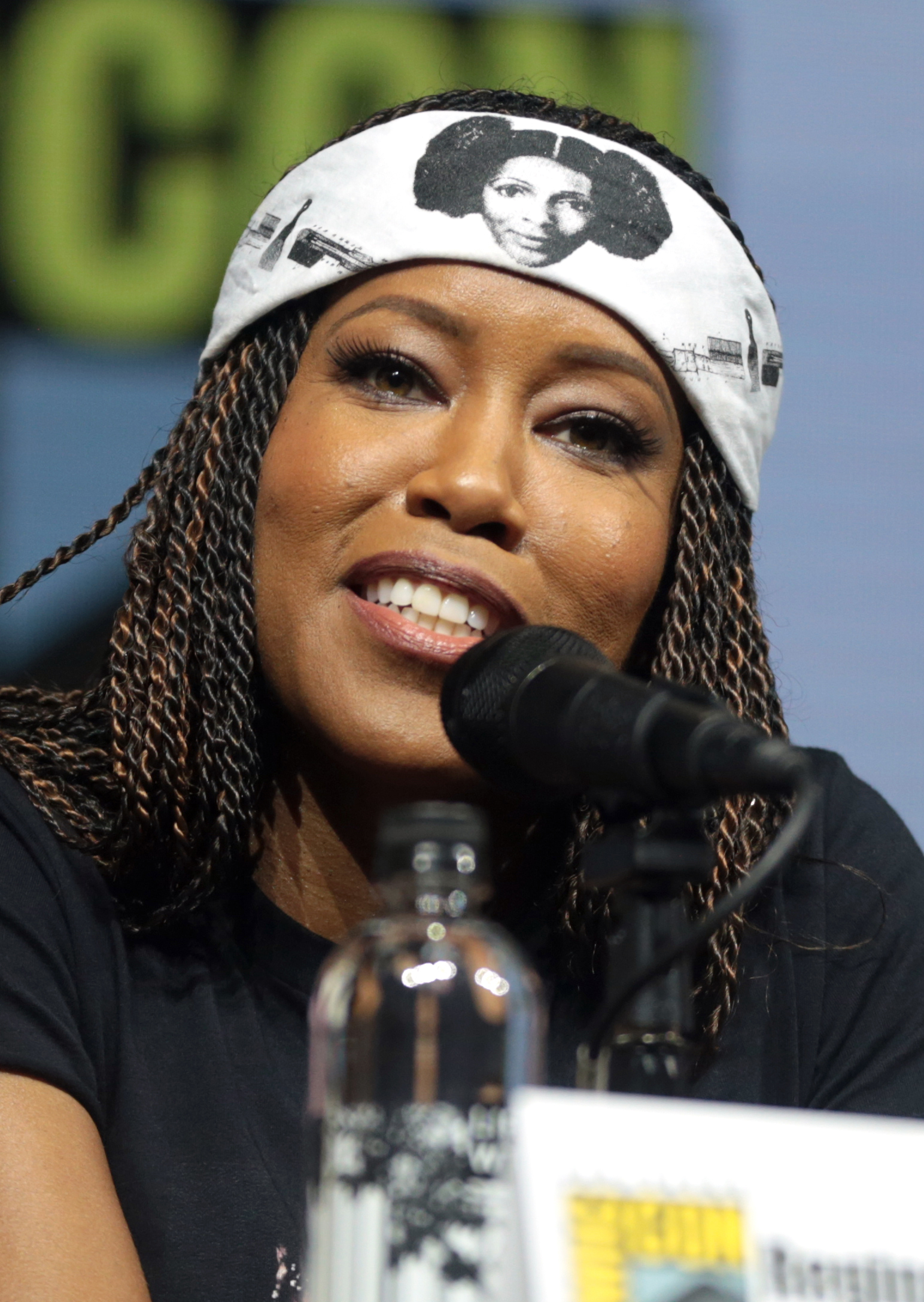
Regina King
Bästa kvinnliga biroll

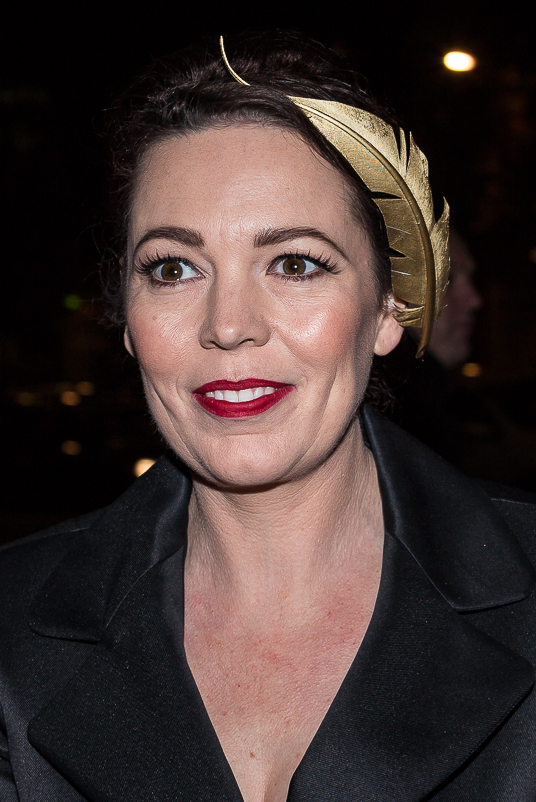
Olivia Colman
Bästa kvinnliga skådespelare i en komedi

| Bästa manliga skådespelare - Christian Bale – Vice - Bradley Cooper – A Star Is Born - Willem Dafoe – Vincent van Gogh – Vid evighetens port - Ryan Gosling – First Man - Ethan Hawke – First Reformed - Rami Malek – Bohemian Rhapsody - Viggo Mortensen – Green Book                                                          | Bästa kvinnliga skådespelare - Glenn Close – The Wife - Lady Gaga – A Star Is Born - Yalitza Aparicio – Roma - Emily Blunt – Mary Poppins kommer tillbaka - Toni Collette – Hereditary - Olivia Colman – The Favourite - Melissa McCarthy – Can You Ever Forgive Me?                                                                                                |
| Bästa manliga biroll - Mahershala Ali – Green Book - Timothée Chalamet – Beautiful Boy - Adam Driver – BlacKkKlansman - Sam Elliott – A Star Is Born - Richard E. Grant – Can You Ever Forgive Me? - Michael B. Jordan – Black Panther                                                                                          | Bästa kvinnliga biroll - Regina King – If Beale Street Could Talk - Amy Adams – Vice - Claire Foy – First Man - Nicole Kidman – Boy Erased - Emma Stone – The Favourite - Rachel Weisz – The Favourite |
| Bästa unga skådespelare - Elsie Fisher – Eighth Grade - Thomasin McKenzie – Leave No Trace - Ed Oxenbould – Under en öppen himmel - Millicent Simmonds – A Quiet Place - Amandla Stenberg – The Hate U Give - Sunny Suljic – Mid90s                                                                                             | Bästa ensemble - The Favourite - Black Panther - Crazy Rich Asians - Vice - Widows |
| Bästa originalmanus - First Reformed – Paul Schrader - Eighth Grade – Bo Burnham - The Favourite – Deborah Davis och Tony McNamara - Green Book – Nick Vallelonga, Brian Hayes Currie och Peter Farrelly - A Quiet Place – Bryan Woods, Scott Beck och John Krasinski - Roma – Alfonso Cuarón - Vice – Adam McKay               | Bästa manus efter förlaga - If Beale Street Could Talk – Barry Jenkins - Black Panther – Ryan Coogler och Joe Robert Cole - BlacKkKlansman – Charlie Wachtel, David Rabinowitz, Kevin Willmott och Spike Lee - Can You Ever Forgive Me? – Nicole Holofcener och Jeff Whitty - First Man – Josh Singer - A Star Is Born – Eric Roth, Bradley Cooper och Will Fetters |
| Bästa manliga skådespelare i en komedi - Christian Bale – Vice - Jason Bateman – Game Night - Viggo Mortensen – Green Book - John C. Reilly – Helan & Halvan - Ryan Reynolds – Deadpool 2 - Lakeith Stanfield – Sorry to Bother You                                                                                             | Bästa kvinnliga skådespelare i en komedi - Olivia Colman – The Favourite - Emily Blunt – Mary Poppins kommer tillbaka - Elsie Fisher – Eighth Grade - Rachel McAdams – Game Night - Charlize Theron – Tully - Constance Wu – Crazy Rich Asians |
| Bästa komedi - Crazy Rich Asians - Deadpool 2 - The Death of Stalin - The Favourite - Game Night - Sorry to Bother You | Bästa actionfilm - Mission: Impossible – Fallout - Avengers: Infinity War - Black Panther - Deadpool 2 - Ready Player One - Widows |
| Bästa science fiction-/skräckfilm - A Quiet Place - Annihilation - Halloween - Hereditary - Suspiria | |
| Bästa animerade film - Spider-Man: Into the Spider-Verse - Grinchen - Isle of Dogs - Miraï, min lillasyster - Röjar-Ralf kraschar internet - Superhjältarna 2 | Bästa icke-engelskspråkiga film - Roma - Bränd - Cold War - Kapernaum - Shoplifters |
| Bästa kompositör - First Man – Justin Hurwitz - Black Panther – Ludwig Göransson - Green Book – Kris Bowers - If Beale Street Could Talk – Nicholas Britell - Isle of Dogs – Alexandre Desplat - Mary Poppins kommer tillbaka – Marc Shaiman                                                                                    | Bästa sång - "Shallow" – A Star Is Born - "All the Stars" – Black Panther - "Girl in the Movies" – Dumplin' - "I'll Fight" – RBG - "The Place Where Lost Things Go" – Mary Poppins kommer tillbaka - "Trip a Little Light Fantastic" – Mary Poppins kommer tillbaka                                                                                                 |
| Bästa scenografi - Black Panther – Hannah Beachler och Jay Hart - Crazy Rich Asians – Nelson Coates och Andrew Baseman - The Favourite – Fiona Crombie och Alice Felton - First Man – Nathan Crowley och Kathy Lucas - Mary Poppins kommer tillbaka – John Myhre och Gordon Sim - Roma – Eugenio Caballero och Barbara Enriquez | Bästa foto - Roma – Alfonso Cuarón - Black Panther – Rachel Morrison - The Favourite – Robbie Ryan - First Man – Linus Sandgren - If Beale Street Could Talk – James Laxton - A Star Is Born – Matthew Libatique |
| Bästa smink - Vice - Black Panther - Bohemian Rhapsody - The Favourite - Mary Queen of Scots - Suspiria | Bästa kostym - Black Panther – Ruth Carter - Bohemian Rhapsody – Julian Day - The Favourite – Sandy Powell - Mary Poppins kommer tillbaka – Sandy Powell - Mary Queen of Scots – Alexandra Byrne |
| Bästa klippning - First Man – Tom Cross - The Favourite – Yorgos Mavropsaridis - Roma – Alfonso Cuarón och Adam Gough - A Star Is Born – Jay Cassidy - Vice – Hank Corwin - Widows – Joe Walker | Bästa specialeffekter - Black Panther - Avengers: Infinity War - First Man - Mary Poppins kommer tillbaka - Mission: Impossible – Fallout - Ready Player One |

### Filmer med flera vinster
| Vinster | Film                       |
| ------- | -------------------------- |
| 4       | Roma                       |
| 3       | Black Panther              |
| 3       | Vice                       |
| 2       | The Favourite              |
| 2       | First Man                  |
| 2       | If Beale Street Could Talk |
| 2       | A Star Is Born             |

### Filmer med flera nomineringar
| Nomineringar | Film                          |
| ------------ | ----------------------------- |
| 14           | The Favourite                 |
| 12           | Black Panther                 |
| 10           | First Man                     |
| 9            | Mary Poppins kommer tillbaka  |
| 9            | A Star Is Born                |
| 9            | Vice                          |
| 8            | Roma                          |
| 7            | Green Book                    |
| 5            | If Beale Street Could Talk    |
| 4            | BlacKkKlansman                |
| 4            | Crazy Rich Asians             |
| 3            | Bohemian Rhapsody             |
| 3            | Can You Ever Forgive Me?      |
| 3            | Deadpool 2                    |
| 3            | Eighth Grade                  |
| 3            | Game Night                    |
| 3            | A Quiet Place                 |
| 3            | Widows                        |
| 2            | Avengers: Infinity War        |
| 2            | First Reformed                |
| 2            | Hereditary                    |
| 2            | Isle of Dogs                  |
| 2            | Mary Queen of Scots           |
| 2            | Mission: Impossible – Fallout |
| 2            | Ready Player One              |
| 2            | Sorry to Bother You           |
| 2            | Suspiria                      |